# Elias I. (Périgord)
Elias I. (französisch: Hélie; † unsicher: 975) war ein Graf von Périgord aus dem Haus Périgord. Er war der älteste Sohn von Boson dem Alten von La Marche und der Emma von Périgord.
Seinen Vater unterstützte Elias 974 bei dessen Angriff auf den Vizegrafen Gerald von Limoges. Dazu wurde er an den Hof des Herzogs Wilhelm IV. Eisenarm von Aquitanien gesandt, um dessen Billigung zu diesem Kriegsakt einzuholen, die dieser aber nicht erteilte.
Nachdem sein Onkel mütterlicherseits, Graf Ranulf Bompar, im Juli 975 getötet worden war, konnte Elias ihm als Graf von Périgord nachfolgen. Aber zur selben Zeit nahm er den Chorbischof Benedikt, der bereits für das Bistum Limoges als Nachfolger des Bischofs Ebles designiert war, gefangen und blendete ihn, wohl weil er die Partei des Vizegrafen von Limoges unterstützt hatte. Kurz darauf wurden Elias und sein Bruder Aldebert von Vizegraf Guido gefangen genommen. Dieser beabsichtigte, mit der Zustimmung des Herzogs Elias zu blenden und so Vergeltung für dessen vorangegangene Tat zu üben, doch Elias gelang rechtzeitig die Flucht aus seinem Kerker in Montignac. Er starb während einer Pilgerreise nach Rom, die er vermutlich als Buße für seine Tat angetreten hatte. Für ihn musste sein jüngerer Bruder Gauzbert büßen, der gefangen genommen, an den Herzog von Aquitanien ausgeliefert und von diesem geblendet wurde.
Weil Elias keine eigenen Kinder hatte, folgte ihm sein Bruder Aldebert in Périgord nach.